# Mence Dros-Canters
Margaretha Clementina (Mence) Dros-Canters (Kediri, Nederlands-Indië, 5 maart 1900 – Velp, 14 augustus 1934) was een Nederlands badminton-, hockey- en tennisspeelster.

## Loopbaan
Dros-Canters gold in haar tijd als een van de eerste tennissters die een meer modern aanvalsspel toepaste. Ze was een tijdgenoot van onder andere Kea Bouman en Madzy Rollin Couquerque en behoorde in het enkelspel tot de nationale top. Haar aanvallende spel aan het net leverde haar in het dubbelspel echter de meeste successen op. Ze was zesvoudig nationaal kampioen in het damesdubbel, met achtereenvolgens Julie Stroink-Cords en Rollin Couquerque. In het gemengd dubbel won ze in 1930 met Ody Koopman de Nederlandse titel. Zowel in het enkel- als dubbelspel nam Dros-Canters tussen 1925 en 1933 verschillende keren deel aan Wimbledon en Roland Garros, zonder daar opmerkelijke resultaten te boeken.
Naast het tennis beoefende Dros-Canters hockey en badminton. In de laatste sport was ze in 1932 nationaal kampioen in het enkelspel, de dames dubbel en het gemengd dubbel. Als hockeyspeelster kwam ze uit voor HOC en was ze twaalfvoudig international voor het nationale team. Hierin speelde ze met onder andere haar tennispartner Rollin Couquerque. Ook blonk ze uit in het kunstrijden op de schaats, al kwam ze in deze sport nooit uit in wedstrijden.

## Privéleven
Dros-Canters trouwde in 1931 met ondernemer Adriaan Dros jr. (1887-1951) en woonde sindsdien in Leiden. Ze werd eind 1933 ernstig ziek. Nadat ze geopereerd was, werd bekendgemaakt dat ze voorlopig uitgeschakeld zou zijn. Ze overleed in augustus 1934 op 34-jarige leeftijd.
- Virtual International Authority File: 6627157040176967040009